# Leucania seteci
Leucania seteci là một loài bướm đêm trong họ Noctuidae.